# آرون عزيز
 'آرون مصطفى بن عزيز' 'أو المعروف باسم'  آرون عزيز  (ولد في 23 فبراير 1976) هو ممثل سنغافوري الذي هو معروف على نطاق واسع على شاشة التلفزيون في سنغافورة وماليزيا. بدأت حياتها المهنية في التمثيل في سنغافورة في عام 2001 من خلال شخصية شاهريل في  الحب بوليوود "(2001-2002)، لذلك فهو يلعب بوب في  صراخ الصمت" "(2001-2002)، وكما العريف جمال صالح في  Heartlanders  (2002-2005). دور التلفزيون سنغافورة بما في ذلك زاك أحمد في المسرحية الهزلية له  PCK  وIqmal في سلسلة من  الحب لQ .
هاجر إلى ماليزيا في عام 2004 لبدء مهنة لها هناك، من خلال دعم ممثل في دراما  هرياتي  (2004). التمثيل الائتمان في ماليزيا بما في ذلك  إميل إميلدا ،  صادق وشركاه ،  نورا ايلينا ،  KL الانجراف: سلسلة  و  كوسينيرو سينتا . الائتمان فيلمه بما في ذلك  KL الانجراف  (2008)،  مسحور: لا اختيار الطريق الأسود  (2009)،  الشفرة  (2010)  KL العصابات  (2011)،  بورات  (2012) و اري  (2013). هارون هو سفير للمنتج محرك M7، ماجي، ولوريال.

## الحياة الشخصية
ولد هارون مصطفى بن عزيز في 23 فبراير 1976 في تامبينز وترعرع في باسير ريس، سنغافورة. الدموي عبر الملايو بوجيس الجاوية. تزوجت ديانة حاليك في 3 أغسطس / آب 2003 وأعطيت ثلاثة أطفال & نداش؛ الدنماركي عناقي، دوي أريانا وداليا أريسا. وهو حاليا مقيم دائم في ماليزيا.

## روابط خارجية
- آرون عزيز على موقع IMDb (الإنجليزية)
- آرون عزيز على موقع قاعدة بيانات الفيلم (الإنجليزية)